# Ernst Schnackenberg
Ernst Schnackenberg war ein deutscher Finanzbeamter und Minister im Kurfürstentum Hessen.

## Leben
Schnackenberg war 1844 Oberfinanzassessor im Obersteuerkollegium, später Geheimer Oberfinanzrat bei der kurfürstlichen Ober-Berg- und Salzwerksdirektion in Kassel. 1860 wurde er ins Obersteuerkollegium versetzt. Er wurde im Januar 1863 für gut zwei Wochen mit der einstweiligen Versehung des Finanzministeriums in der Zeit der Vakanz nach dem Abgang von Carl von Dehn-Rotfelser und vor der Ernennung von Friedrich Theodor Bode beauftragt. 1863 wurde er von der ihm übertragenen Nebenstelle eines Mitgliedes der Direktion des Staatsschatzes entbunden.